# Notophthiracarus tenuiseta
Notophthiracarus tenuiseta är en kvalsterart som först beskrevs av J. och P. Balogh 1986.  Notophthiracarus tenuiseta ingår i släktet Notophthiracarus och familjen Phthiracaridae. Inga underarter finns listade i Catalogue of Life.